# Emmanuel Tetteh
Emmanuel Tetteh, född 25 december 1974 i Accra, är en ghanansk före detta fotbollsspelare, anfallare. Han spelade bland annat tre säsonger, 1997–1999, för IFK Göteborg i Allsvenskan, där han gjorde 15 mål på 49 matcher och blev en stor publikfavorit.

## Klubbar
- Hearts of Oak (–1990)
- Sint-Truidense (1990–1994)
- Winterthur (1994–1995)
- Lechia Gdańsk (1995–1996)
- Polonia Warszawa (1996)
- IFK Göteborg (1997–1999)
- Vanspor (1999)
- Trabzonspor (1999–2000)
- Bursaspor (2000)
- Çaykur Rizespor (2000–2003)
- Hearts of Oak (2005)